# テッド・モーガン (ボクサー)
テッド・モーガン（Edward "Ted" Morgan、1906年4月5日 - 1952年11月22日）は、ニュージーランドのボクサー。1928年に行われたアムステルダムオリンピックのボクシングウェルター級に出場し決勝戦ではアルゼンチンのラウル・ランディーニを破り金メダルを獲得している。1952年に肺癌で亡くなった。
彼は2度結婚しており最初の妻はアムステルダムオリンピックに同じく出場した陸上競技の短距離選手ノーマン・ウィルソンだった。